# První punská válka
První punská válka (264 až 241 př. n. l.) byla první z celkem tří punských válek vybojovaných mezi Kartágem a Římskou republikou. Po dobu 23 let sváděly tyto dvě mocnosti zápas o převahu v západním Středomoří. Kartágo, nacházející se v severní Africe, bylo na počátku války dominantní námořní mocností ve Středozemním moři. Byl to však Řím, kdo nakonec dosáhl vítězství. Poraženým Kartagincům Římané uložili tvrdé mírové podmínky zahrnující vysoké válečné reparace. Punská se tato válka nazývá proto, že v latině byli Kartaginci označováni jako Poeni, což je odvozeno ze slova Phoenici – Féničané (Kartágo bylo původně kolonií města Tyros ve Fénicii).
Tato válka byla velmi významná a stala se předmětem mnoha vážných analýz a studií, třebaže leží tak trochu ve stínu pozdějšího Hannibalova tažení do Itálie za druhé punské války. Byl to ale právě tento konflikt, v jehož důsledku došlo k Hannibalově válce a po jeho porážce ke vzestupu Říma na pozici hegemonní mocnosti ve Středomoří. Řecký historik Polybios, jehož dílo je nejvýznamnějším historickým pramenem této války, si první punskou válku zvolil moudře za počátek svého díla o dějinách římské říše.
Historikové námořní války jsou až do dnešních dnů fascinováni tím, co bylo vskutku největším námořním a zároveň i nejdéle nepřetržitě trvajícím konfliktem starověku. Římské dosažení nadvlády na moři, které bylo rozhodující událostí této války, bylo velkolepým úspěchem srovnatelným s vítězstvím nad Hannibalem, neboť přispělo k expanzi římské moci do celé středomořské oblasti. Současně to byla první válka, jíž vedli Římané mimo území Apeninského poloostrova. Od tohoto okamžiku se však stali námořní silou, což jim připravilo cestu ke světové vládě. Ani jedna z válčících stran nebyla v této válce bezprostředně existenčně ohrožena, neboť pozemní boje se odehrávaly takřka výhradně na Sicílii.

## Pozadí
Do poloviny 3. století př. n. l. moc Říma výrazně vzrostla. Po několika staletích vnitřních nepokojů a nepřetržitých válek s okolními městy a kmeny se celý italský poloostrov ocitl v rukou Římanů. Všichni nepřátelé – jako třeba Latinové, Samnité nebo Etruskové – byli poraženi. Římany nedokázala zlomit ani nebezpečná invaze Pyrrha z Épeiru v 70. letech 3. století př. n. l. Tyto úspěchy posílily římskou sebedůvěru a víru ve vlastní politický a vojenský systém.
Po vítězství nad Pyrrhem hledali Římané další oblast, do které by nasměrovali svůj rozmach. Bylo tedy jen otázkou času, kdy se střetnou s Kartágem, jež již po několik staletí představovalo dominantní námořní a obchodní mocnost, kontrolující většinu obchodních tras v oblasti západního Středomoří. Původně fénická kolonie, založená v severní Africe poblíž dnešního Tunisu, se stala centrem rozsáhlé říše rozprostírající se podél severoafrického pobřeží a zasahující na Pyrenejský poloostrov a Sicílii. Konflikt mezi Kartágem a Římem vzplanul, když se zájmy obou těchto státu zkřížily v rámci vnitřních mocenských bojů na Sicílii.
Která strana nesla hlavní díl viny na rozpoutání první punské války, bylo již podle mínění antických historiků velmi sporné. Prořímsky píšící Řek Polybios staví do popředí údajný imperialistický charakter Punů (myšleno Kartaginců). Toto tvrzení je však silně zpochybňováno faktem, že velikost punského území se v posledních desetiletích před začátkem války s Římany nijak zvlášť nezměnila. Mimoto Kartaginci obsazovali jen zřídkakdy rozsáhlá souvislá území, spíše se omezovali na nepřímou kontrolu jednotlivých pobřežních měst, čímž se snažili podporovat vlastní obchod.
Podle prokartaginského autora Filina z Akragasu byl římský zásah na Sicílii v rozporu s diplomatickou smlouvou mezi Římem a Kartágem, jež stanovila, že hranice sfér zájmů obou mocností se nacházejí v Tyrhénském moři mezi Itálií a na západ od ní ležícími ostrovy. Tímto postupem měli proto Římané tuto smlouvu porušit. Existence takovéto smlouvy není ovšem podle historiků zcela prokázaná, ačkoliv teorii o její existenci potvrzuje mnoho nalezených indicií.

## Vypuknutí války
V roce 288 př. n. l. obsadili Mamertini – skupina italských žoldnéřů původně najatých syrakuským tyranem Agathoklem k útoku na Kartágo – město Messanu (dnešní Messina) v severovýchodním cípu Sicílie. Přitom zabili nebo vyhnali veškeré mužské obyvatelstvo a jejich ženy pojali za manželky. Odsud pak podnikali pustošivé nájezdy do okolní krajiny, takže se brzy ocitli ve sporu s regionální mocností řecké části Sicílie – Syrakusami. Syrakuský tyran Hierón II. Mamertiny porazil a přistoupil k obléhání Messany. Aby zabránili své porážce, spojili se Mamertini s Kartágem, které chtělo svému odvěkému soupeři překazit vítězství a v roce 269 př. n. l. poskytlo Mamertinům vojenskou ochranu, čímž přinutilo Hieróna zastavit postup.
Když o několik let později (264 př. n. l.) zaútočil Hierón na Messanu podruhé, obrátili se Mamertini se žádostí o pomoc na římský senát, přičemž doufali, že tak získají spolehlivějšího spojence, než jakým se ukázalo být Kartágo. Římané se však zpočátku zdráhali pomoci žoldnéřům, kteří se chopili moci na úkor právoplatných vládců. Navíc se museli po Pyrrhově odchodu z Itálie vypořádávat se vzpourou žoldnéřů v Rhegiu (dnešní Reggio di Calabria) a zdálo se proto velmi nepravděpodobné, že by nyní jiným žoldnéřům pomáhali. Avšak nebezpečí upevnění kartaginské moci na Sicílii se nakonec ukázalo dostatečně přesvědčivým motivem k tomu, aby Římané vstoupili do aliance s Mamertiny. V roce 264 př. n. l. se tak římské legie vylodily na Sicílii (bylo to poprvé, co se Římané zapojili do války mimo Apeninský poloostrov).
Počáteční římská vítězství ukončila spojenectví mezi Hierónem a Kartaginci a přinutila váhající Syrakusy k přejití na stranu Římanů. Zpočátku lokální konflikt se tak rychle proměnil v souboj Římanů a Kartaginců o vládu nad Sicílií.

## Průběh války

### Počáteční římský postup na Sicílii
Sicílie je velmi hornatý ostrov, jehož povrch činí zdejší komunikační linie těžko hájitelné. Z tohoto důvodu hrály pozemní boje v první punské válce pouze podružnou roli. Pozemní operace se často omezovaly na pouhé drobné přepady a nájezdy a jen zřídkakdy docházelo k regulérním bitvám. Obě armády se věnovaly především obléhání a blokování klíčových komunikačních center protivníka. Hlavní cíle blokád představovaly důležité námořní přístavy, protože obě válčící strany byly životně závislé na pravidelném přísunu zásob a posil ze svých domovských základen z pevniny.

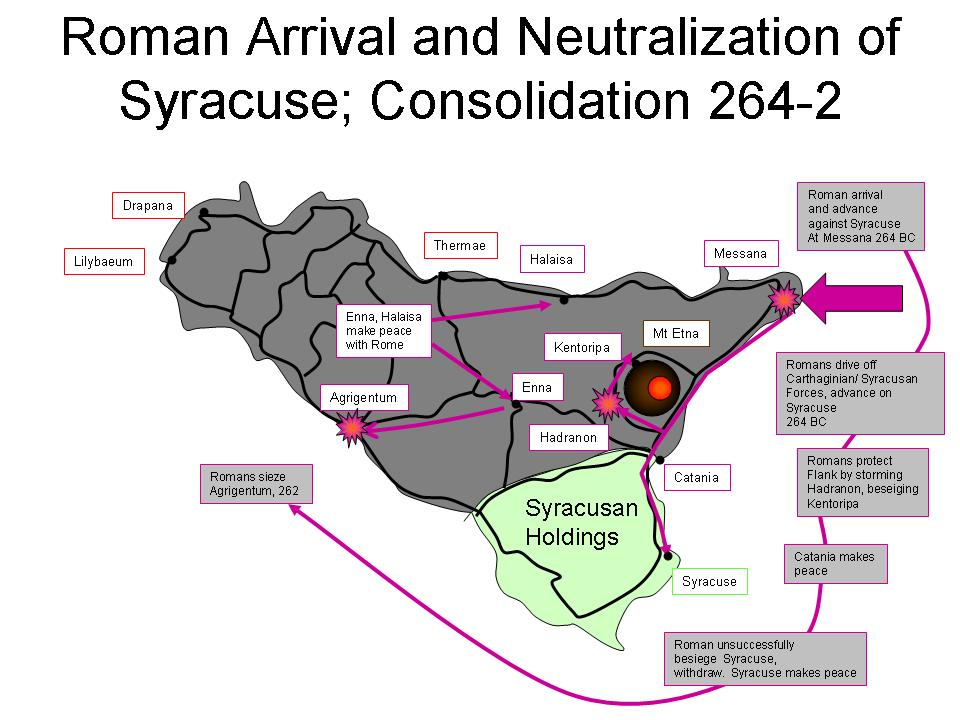
Příchod Římanů, neutralizace Syrakus

Boje propukly po vylodění Římanů na Sicílii v roce 264 př. n. l. Přestože Kartágo disponovalo silnou námořní flotou, nedokázalo zamezit Římanům v proniknutí na ostrov. Prvotním římským cílem byla eliminace nepřátelských Syrakus. Římané vedení konzulem Appiem Claudiem Caudexem vyrazili z Messany směrem na jih a zaútočili na města Hadranon a Kentoripa, ležících při silnici táhnoucí se podél Etny. Obsazením těchto měst si Římané zabezpečili své pravé křídlo. Neprodleně poté uzavřelo s Římany mír město Catania. Ti pokračovali dále na jih a záhy se probojovali až před hradby Syrakus. Od útoku na město samotné ale upustili, protože nedisponovali dostatečným obléhacím zařízením. Ovšem o rok později vytáhlo proti Syrakusám nové římské vojsko v čele s konzuly Maniem Valeriem Messalou a Maniem Otaciliem Crassem. Nedostatečná kartaginská podpora Syrakusám nakonec Hieróna II. přiměla změnit strany a přidat se na stranu Římanů. Po tomto římském úspěchu se vzdala rovněž města Halaisa a Enna, nacházející se v centrální části ostrova.
Tím se Římanům uvolnila cesta k důležitému řeckému přístavu Agrigentum (Akragás) na jižním pobřeží Sicílie. V roce 262 př. n. l. sevřelo Agrigentum velké římské vojsko čítající celkem čtyři legie. Obléhání se protáhlo na několik měsíců, čehož využili Punové k vyslání vyprošťovacího vojska pod velením vojevůdce Hanna, kterému se podařilo přetnout římské zásobovací linie. Římané odříznutí od podpory ze Syrakus nyní sami upadli do obklíčení. Po několika drobných potyčkách se obě vojska střetla v bitvě u Agrigenta, v níž Římané zvítězili, načež se zmocnili města a jeho obyvatele prodali do otroctví.
Kartaginci, kteří se doposud účastnili bojů jen velmi vlažně, se pokusili přenést válku na italský poloostrov a jejich loďstvo začalo napadat a drancovat italské pobřeží. To Římany přivedlo k poznání, že k poražení Kartága nestačí pouze legie, ale že je třeba postavit vlastní námořnictvo.

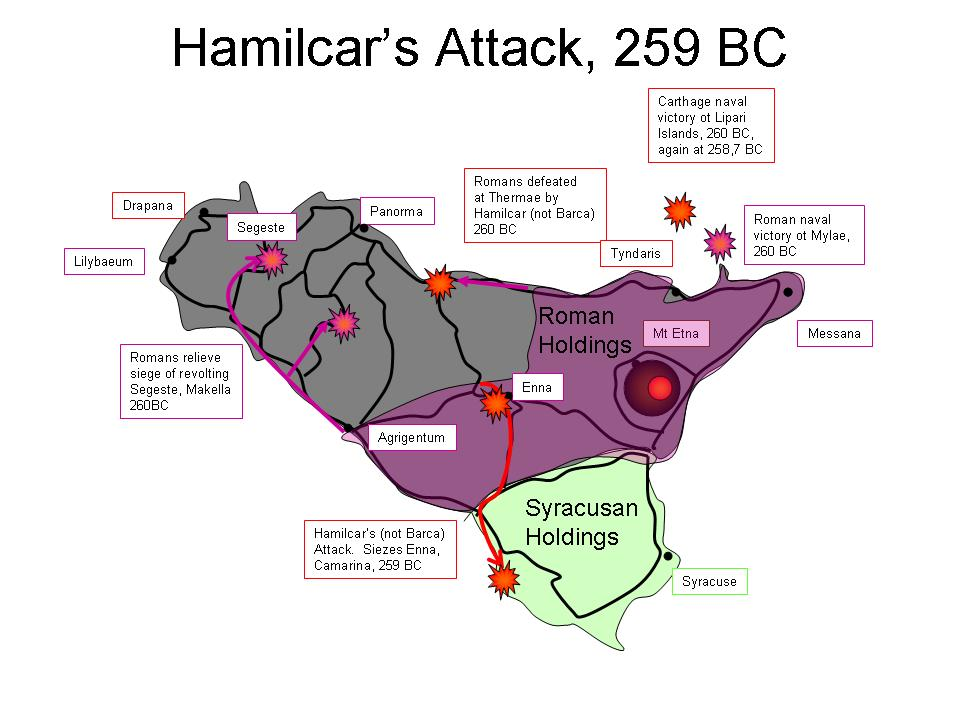
Kartaginský protiútok

Na Sicílii zatím Římané postupovali dále na západ od Agrigenta. V roce 260 př. n. l. prolomili obležení měst Segeste a Makella, která se předtím připojila na jejich stranu a byla proto napadena Kartaginci. Po vítězství v námořní bitvě u Mylae v témže roce pronikli Římané na severním pobřeží ostrova až k městu Thermae. Tady byli však poraženi Kartaginci vedenými vojevůdcem Hamilkarem (nezaměňovat se stejnojmenným Hannibalovým otcem). V roce 259 př. n. l. se konzul Lucius Cornelius Scipio vylodil na Korsice a po krátkém boji jí dobyl. Kartaginci poté ztratili také část Sardinie. Nicméně na Sicílii podnikli protiútok a znovu ovládli Ennu. Hamilkar postoupil dále na jih ke Camarině na syrakuské území, čímž zřejmě zamýšlel přimět Syrakusy k obnovení dřívějšího spojenectví s Kartágem.
Přesto již v následujícím roce se Římané znovu chopili iniciativy a získali zpět Ennu i Camarinu. Přitom obsadili také město Mytistraton, které se již dříve neúspěšně pokoušeli dobýt. Odsud se Římané vydali na sever a podél pobřeží postoupili až k městu Panormos (dnešní Palermo), kterého se ale zatím nebyli schopni zmocnit.

### Válka na moři
Většina rozhodujících bitev první punské války byla svedena na moři. Na samém počátku války měli Římané jen velice omezené zkušenosti s vedením námořního boje. Naproti tomu Kartaginci těžili ze svých dobrých znalostí, po staletí nabývaných provozováním námořního obchodu. Expandující římská republika ovšem záhy pochopila, jak významné je ovládnutí Středozemního moře v probíhajícím konfliktu.
Svoji první flotu postavili Římané po vítězství u Agrigenta v roce 261 př. n. l. a již v následujícím roce došlo k prvnímu námořnímu střetu mezi Kartaginci a Římany v bitvě u Liparských ostrovů. Ta ale skončila pro Římany ostudnou porážkou, v níž byl zajat i samotný římský konzul.
Podle některých historiků je možné, že Římané, kteří postrádali jakékoliv znalosti o stavbě lodí a nebyli vůbec dobrými námořníky, vytvořili své první válečné lodě tak, že jednoduše okopírovali zajaté kartaginské trirémy a quinqueremy, případně napodobili lodě, které ztroskotaly na italském pobřeží v důsledku bouří. Jiní historikové naopak tvrdí, že Římané již disponovali určitými zkušenostmi týkající se konstruování lodí, neboť chránili své pobřeží před piráty. Eventuálně mohli Římané obdržet technickou výpomoc od svého sicilského spojence, Syrakus. Bez ohledu na stav své námořní technologie na počátku války se Římané Kartagincům poměrně rychle vyrovnali.
Aby vyvážili vlastní nezkušenost, rozhodli se v námořních bojích uplatňovat pozemní taktiku. Proto opatřili paluby svých lodí speciálním zařízením nazývaným corvus (havran), což byl úzký můstek o délce kolem pěti metrů. Místo náročného manévrování za účelem proražení nepřátelských lodí, případně zlomení vesel, mohli lodě vybavené havranem přirazit k nepřátelskému plavidlu. Následně byl corvus spuštěn na protější palubu, kde jej pevně zachytil železný hrot, upevněný pod vnějším koncem tohoto můstku. Přes něj pak vyrazili legionáři, kteří na palubě nepřítele sváděli regulérní pozemní boj, v němž Římané tolik vynikali.
Efektivita nové zbraně se poprvé projevila v bitvě u Mylae, prvního vítězství římské floty, jíž velel konzul Gaius Duilius. Rozdíly v síle obou soupeřů se nyní začaly pozvolna stírat: dřívější neotřesitelná kartaginská námořní dominance byla ohrožena, neboť se jí postavil rovnocenný soupeř. Rovněž v dalších letech prokazoval corvus svoji důležitost jako například v obrovské bitvě u mysu Eknomus. Pod dojmem těchto římských úspěchů bylo Kartágo nuceno přehodnotit svoji dosavadní vojenskou strategii.
Navzdory vítězstvím Římanů na moři přišla římská republika v průběhu války o nezměrné množství lodí a zkušených posádek, buď kvůli špatnému počasí nebo z důvodu porážek v bitvách. Podle jedné teorie byla problémem hmotnost havranů. Ta zapříčiňovala nestabilitu lodí a činila je náchylným k potopení za špatného počasí. Během jediné bouře u Camariny (na Sicílii) prý Římané ztratili téměř celé loďstvo kvůli nestabilitě lodí způsobené havrany. Podle Polybia čítala římská flota 364 plavidel, z nichž se údajně zachránilo pouze kolem 80. Je tedy skutečně možné, že antickými autory uváděný počet 100 000 utonulých Římanů, je pravdivý, což by z této pohromy činilo nejhorší námořní katastrofu v dějinách. Zřejmě i tato událost byla důvodem, proč Římané od používání jinak velmi účinných havranů později upustili.

### Výprava do severní Afriky

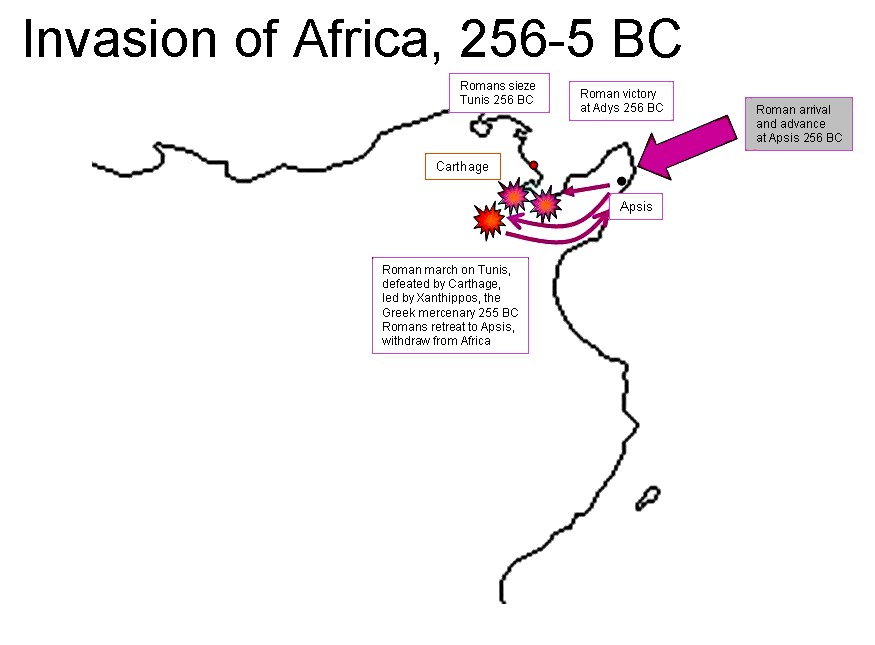
Výprava do Afriky

Povzbuzeni svými úspěchy na Sicílii pokusili se Římané v letech 256 až 255 př. n. l. o další rozsáhlou vojenskou operaci, tentokrát ovšem s odlišným výsledkem. Římané usilovali o co nejrychlejší konec války a rozhodli se proto k invazi do severní Afriky s cílem ohrozit zdejší kartaginské spojence a přinutit tak Puny k přijetí mírových podmínek. Byla vybudována velká flota skládající se z transportních lodí pro pěchotu a z doprovodných válečných lodí. Kartaginské úsilí zamezit invazi bylo zmařeno jejich porážkou v námořní bitvě u mysu Eknomus. Následně se římské vojsko pod velením konzula Marca Atilia Regula vylodilo v Africe a začalo pustošit kartaginské zázemí. Regulus zpočátku vítězil a poté, co přemohl Puny v bitvě u Adys, žádalo Kartágo o mír. Podmínky stanovené Regulem byly ale natolik tvrdé, že se Kartaginci raději rozhodli pokračovat v boji.
V tom jim měl dopomoci tehdy do Kartága příchozí vojevůdce Xanthippos a jeho spartští žoldnéři. Zkušený řecký velitel nejprve provedl reorganizaci kartaginského vojska a posílil kartaginské námořnictvo, s nímž následně odřízl Římany od jejich základen na Sicílii a zbavil je tak zásobování. Poté Římany napadl a porazil v bitvě u Tunes (dnešní Tunis), ve které upadlo do zajetí mnoho římských vojáků, včetně konzula Regula.
Římské nezdary tím však neskončily. Římské flotě se sice podařilo vzít přeživší legionáře na palubu a zachránit je tak před otroctvím, avšak při zpáteční cestě zastihla římské loďstvo ničivá bouře. Přitom se utopilo mnoho zkušených námořníků a vojáků. Výprava do Afriky tak pro Římany skončila naprostou katastrofou. Ústupem Římanů z afrického kontinentu vzala šance na rychlé ukončení války za své. Kartaginci současně využili římských pohrom a zahájili útok na Agrigentum. Protože se ale obávali, že nebudou schopni toto město udržet, ihned po dobytí ho vypálili a opustili.

### Pokračování bojů na Sicílii, ofenzíva Hamilkara Barky

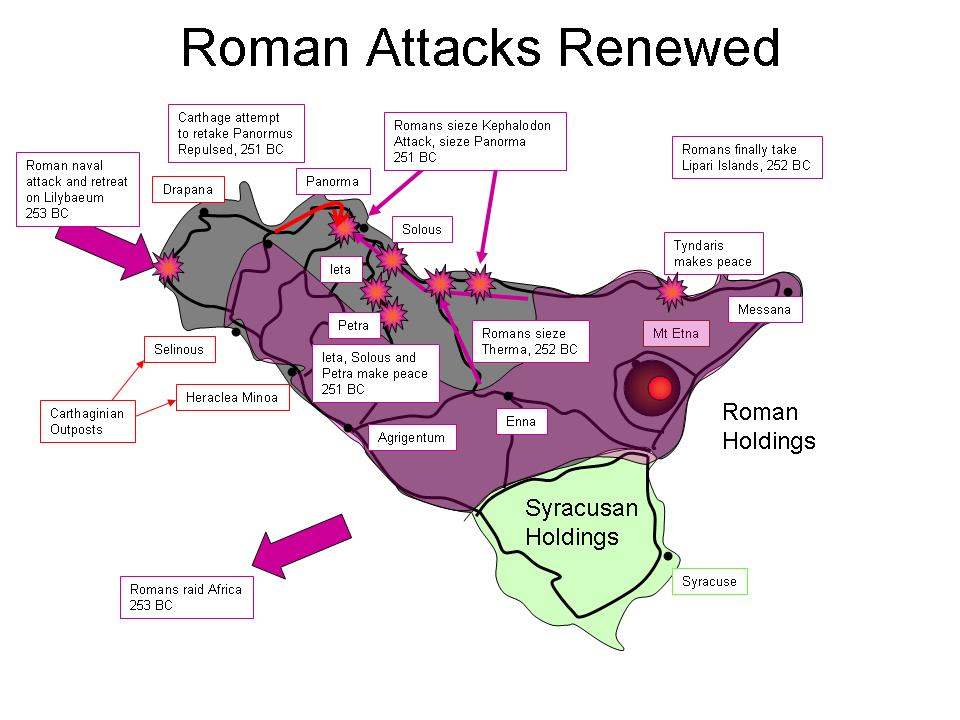
Obnovený římský postup

Římané v této době osvědčili svoji nezdolnou houževnatost a po rychlém zotavení z předchozích porážek přešli znovu do útoku. Jejich ofenzíva začala námořním útokem na Lilybaeum, centrum kartaginské moci na Sicílii. Dále byl podniknut nový nájezd na africký kontinent. Obě tyto akce však selhaly. Římané byli nuceni ustoupit od Lilybaea a síly vyslané do Afriky byly zničeny v další bouři. Nicméně Římané si dokázali tyto neúspěchy vynahradit obnoveným postupem na severu Sicílie. Po obsazení města Thermae v roce 252 př. n. l. se přiblížili k významnému přístavu Panormos a v roce 251 př. n. l. zahájili na toto město útok. Kartaginci byli po prudkém boji poraženi a město konečně padlo. Poraženým obyvatelům města bylo povoleno vykoupit se z hrozícího otroctví, čímž Římané získali asi 400 talentů stříbra. Po dobytí Panormu se Římané rychle zmocnili téměř celé západní části ostrova. Do konce téhož roku se Římanům vzdaly takřka všechny zdejší obce.
V dalším roce zaměřili Římané svoji pozornost na jihozápad a znovu vyslali legie vstříc Lilybaeu. Tuto kartaginskou pevnost bráněnou keltskými a řeckými žoldnéři napadli Římané koordinovaným útokem ze země a z moře. Během postupu Římané obsadili a zničili odříznuté kartaginské pevnosti Selinus a Heraclea Minoa. Lilybaeum se sice nepodařilo dobýt, avšak toto tažení posloužilo jako názorná demonstrace římského odhodlání ovládnout celý ostrov.
Kartaginci byli v těchto letech zaměstnáni bojem s numidskými kmeny, takže jejich odpor vůči Římanům povážlivě zeslábl. Jakmile ovšem válka s Numiďany skončila, Kartágo opět napnulo všechny své zdroje do boje proti Římanům. Poté, co Kartaginci v roce 249 př. n. l. zdolali římskou flotu v bitvě u Drepana, zintenzívnili Římané své pozemní útoky. Výsledkem bylo dobytí pevnosti Eryx poblíž Drepana (dnešní Trapani), které se tak ocitlo v přímém ohrožení.
V tomto pro kartaginskou přítomnost na Sicílii kritickém okamžiku (247 př. n. l.), vyslalo Kartágo na ostrov jednoho ze svých nejudatnějších vojevůdců – Hamilkara Barku (Hannibalův otec). Hamilkar uvolnil nebezpečně sevřené Drepana vyloděním svého vojska poblíž Panormu v týlu římské armády, čímž jí přinutil ustoupit a bránit toto důležité místo a zásobovací bod. Současně ztrpčoval Římanům život neustálými gerilovými útoky. Římané poté sice Hamilkara obešli a pozvolna jej zatlačili zpátky na západ k Eryxu, nicméně Hamilkar dosáhl svého cíle – vyproštění obleženého Drepana.

### Konec války: bitva u Aegatských ostrovů
Kartaginské úspěchy na Sicílii neměly na průběh války takový dopad jako boje na moři. Po přesvědčivém punském vítězství v bitvě u Drepana v roce 249 př. n. l. se Kartágo znovu stalo vládcem moří, neboť Řím nebyl schopen shromáždit dostatek financí k postavení nové floty. Nicméně v roce 244 př. n. l. získala v Kartágu převahu politická frakce vedená velkostatkářským aristokratem Hannonem Velikým, jež se stavěla proti dalšímu pokračování ve válce. Jelikož jí pokládala za ukončenou, zahájila demobilizaci floty a touto osudovou chybou poskytla Římanům příležitost k opětnému získání námořní převahy.

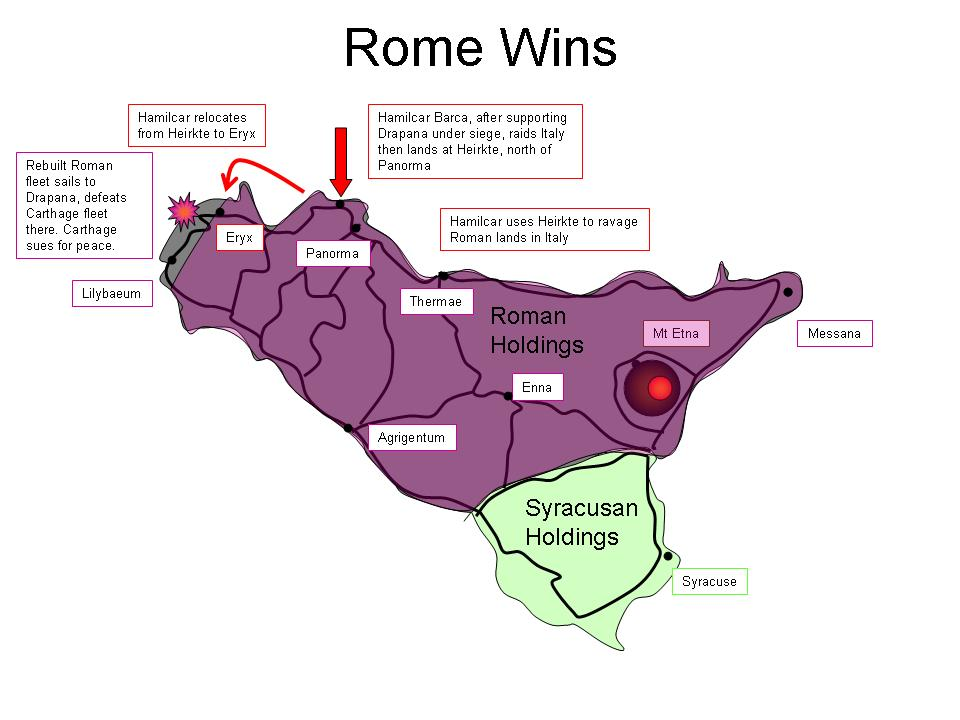
Kartaginci vyjednávají o mír

Hamilkar Barkas organizoval v této době několik ničivých nájezdů na italské pobřeží. Tím ovšem vyprovokoval Římany k vystavění nového loďstva. Římský stát byl však v důsledku dlouhé a vyčerpávající války tak zchudlý, že náklady na jeho výstavbu musela uhradit římská nobilita ze svých soukromých prostředků. Rozhodujícím střetem první punské války se stala bitva u Aegatských ostrovů (svedená 10. března 241 př. n. l.), v níž římské loďstvo v čele s konzulem Gaiem Lutatiem Catulem zvítězilo nad nedostatečně osazenou a spěšně vybudovanou kartaginskou flotou.
Ekonomicky zruinované Kartágo ztratilo většinu svých válečných lodí, aniž by bylo schopno postavit nové, resp. najít lidské zdroje k jejich ovládání. Hamilkarova houževnatá obrana na Sicílii tak zcela pozbyla svého významu, neboť punské vojsko odříznuté od své africké základny nebylo schopno efektivně pokračovat ve vedení války, což Hamilkara přinutilo přistoupit k mírovým rozhovorům. Je třeba podotknout, že Hamilkar Barkas svěřil vyjednávání s Lutatiem svému podřízenému jménem Gisco, čímž chtěl navodit dojem, že ve skutečnosti nebyl poražen.

## Následky války
Důsledkem války bylo jak finanční tak i demografické vyčerpání obou států. Korsika a Sardinie sice zůstaly v moci Kartaginců, ti však neměli dostatek prostředků k uhrazení ohromných válečných reparací. Vítězství Římanů bylo do značné míry způsobeno jejich až umíněnou vytrvalostí. Navíc jedním z rozhodujících faktorů se projevila schopnost římské republiky přesvědčit soukromé osoby k věnování svého majetku pro válečné účely – k výstavbě nových lodí a k najímání posádek, což silně kontrastovalo se zjevnou nechutí kartaginské aristokracie poskytnout své bohatství ve prospěch veřejných zájmů.
Podmínky Lutatiem sjednané mírové smlouvy byly pro Kartágo mimořádně tíživé. Kartaginci se zavázali evakuovat své zbývající pevnosti na Sicílii, zdržet se všech útoků proti Syrakusám a jejím spojencům, propustit všechny římské zajatce a zaplatit Římanům 2200 talentů ve dvaceti ročních splátkách. Římské lidové shromáždění však tuto sumu navýšilo na 3200 talentů, z nichž 1000 mělo být vyplaceno okamžitě a lhůta splatnosti zbylé částky byla zkrácena na 10 let. Kartaginci museli rovněž vyklidit všechny ostrovy mezi Sicílií a Itálií.
Po skončení bojů se Kartágo ocitlo prakticky na mizině. Hanno Veliký se proto pokusil přemluvit demobilizované libyjské žoldnéře k přijetí nižších plateb, tím však podnítil vzpouru, která vedla k vyčerpávajícímu vnitřnímu konfliktu známému jako žoldnéřská válka, jež přivedla Kartágo na pokraj zániku. Až po velmi vypjatém a namáhavém boji dokázali Hamilkar Barkas a Hanno Veliký povstalé žoldnéře společným úsilím zdolat. Momentální kartaginské zaneprázdněnosti ovšem obratně využili Římané, kteří Kartágu odňali Sardinii a později rovněž Korsiku.
Nejzávažnějším bezprostředním politickým a vojenským důsledkem první punské války byl úpadek kartaginské námořní moci. Podmínky sjednané v mírové smlouvě měly za cíl ještě ztížit bídnou hospodářskou situaci Kartága a zabránit jeho ekonomickému zotavení. Kartágo přesto dokázalo během několika málo let znovu obnovit své velmocenské postavení (na rozdíl od obdobné situace po skončení druhé punské války). Kontribuce stanovené Římany totiž vytvořily tlak na kartaginské finance a přinutili Kartagince poohlédnout se po nových koloniích k zajištění peněžních prostředků k uhrazení plateb Římanům.
Pro Římany znamenal konec první punské války počátek jejich expanze mimo Apeninský poloostrov. Sicilská města se nestala spojencem Římanů tak jako poražené kmeny Itálie, na místo toho byla většina ostrova přeměněna v první římskou provincii spravovanou někdejším praetorem. Záhy se Sicílie stala klíčovým zdrojem obilí pro Řím. Syrakusám bylo uděleno postavení formálně nezávislého spojence. Teprve po smrti Hieróna II. a následném odpadnutí Syrakus od Římanů za druhé punské války bylo město dobyto a vypleněno Marcem Claudiem Marcellem.
Výsledkem první punské války bylo vítězství Římanů, kteří se stali dominantní námořní mocností ve Středozemním moři.